# Etche
Etche è una delle ventitré aree a governo locale (local government areas) in cui è suddiviso lo stato di Rivers, nella Repubblica Federale della Nigeria.
Conta una popolazione di 249.454 abitanti.